# Heinrich Boell
Heinrich Georg Boell (* 13. September 1890 in Weißenburg; † 10. Oktober 1947 in Bonn) war ein deutscher evangelischer Kirchenmusiker, Organist und Chorleiter.

## Leben und Wirken
Boell wurde 1890 als Sohn des Gastwirten Ludwig Friedrich Boell und dessen Ehefrau Eugenie Valerie Boell geborenen Beckenhaupt in der Stadt Weißenburg geboren. Nach seinem Abitur studierte Heinrich Boell zunächst Philosophie und evangelische Theologie an den Universitäten Heidelberg und Straßburg und wandte sich hier in den Jahren 1909 bis 1912 unter Hans Pfitzner und Ernst Münch der Kirchenmusik im Allgemeinen und der Orgelmusik im Besonderen zu. Anschließend zog es ihn an das Kgl. Konservatorium Leipzig, wo er bei Karl Straube und Robert Teichmüller seine musikalischen Techniken vertiefte und sein Repertoire erweiterte.
Zwischenzeitlich begab er sich bereits ab 1911 als gerade 21-jähriger Student auf Konzertreisen ins In- und Ausland, wo er als Organist und Pianist sowie auch schon als Dirigent große Aufmerksamkeit erzielte. Nach Abschluss seiner Studien verfolgte er nach dem Ende des Ersten Weltkrieges durch einen Aufruf im Politischen Tageblatt am 1. Februar 1919 das Ziel, den Aachener Bachverein zu gründen, aber das Unternehmen scheiterte schon wenige Monate nach der Gründungsversammlung. Bereits am 1. September 1919 übernahm Boell dann bis 1930 die Leitung der Symphonie- und Chorkonzerte des städtischen Musikvereins Solingen. Damit verband Boell ein Lehramt an der Musikhochschule Köln, wo er ab 1925 die Direktion der Abteilung für evangelische Kirchenmusik innehatte. In dieser Zeit entstand auf seine Initiative hin die Gründung des Madrigalchors der Musikhochschule, der sich schwerpunktmäßig der alten Musik sowie der Aufführung von Bachkantaten mit kleinem Orchester widmete. Ebenso gründete Boell am 21. Mai 1931, wie bereits Jahre zuvor in Aachen, nun auch den Bach-Verein Köln. Dabei beschränkte er sich aber nicht nur auf die Aufführung alter Musik, die er im 14-täglichen Turnus an der dortigen Kartäuserkirche anbot, sondern zeigte sich auch offen für die Neue Musik. In Anerkennung seiner Aufbauleistung wurden Boell 1934 von dem späteren künstlerischen Leiter des Kölner Bachvereins Hermann Schroeder dessen „Sechs Orgelchoräle über altdeutsche geistliche Musik op. 11“ gewidmet.
Allerdings wurde Heinrich Boell durch die nationalsozialistische Politik in den Jahren 1933/34 systematisch aus seinen Ämtern herausgedrängt. So zog er es vor, 1935 nach Breslau zu wechseln, wo er die Schlesische Landesmusikschule Breslau als zentrale musikalische Ausbildungsstätte gründete und diese auch bis 1945 leitete, an der in jener Zeit unter anderem auch Kurt Masur studierte. Zum 1. Mai 1937 trat er der NSDAP bei (Mitgliedsnummer 4.079.118).
Doch nach dem Zweiten Weltkrieg zog es den gebürtigen Elsässer wieder in das Rheinland, wo er 1946 wieder seine alte Professur an der Kölner Musikhochschule und zudem die Leitung des Bachvereins sowie die Kirchenmusikerstelle an der Lutherkirche in Bonn-Poppelsdorf übernahm. Er starb nur ein Jahr später.